# Championnat d'Europe féminin de rink hockey 1993
Navigation
Championnat d'Europe féminin 1991 Championnat d'Europe féminin 1995
Le championnat d'Europe de rink hockey féminin 1993 se déroule en décembre 1993 à Molfetta en Italie. La compétition est remportée par l'équipe d'Italie féminine, qui devient ainsi championne d'Europe 1993.

## Participants
Cinq nations présentent une sélection pour cette deuxième édition officielle des championnats d'Europe féminin.
- Angleterre
- Espagne
- Italie
- Pays-Bas
- Portugal

## Résultats
| Rang | Équipe     | Pts | J | G | N | P | Bp | Bc | Diff |  | Résultats  |  |     |     |     |      |
| ---- | ---------- | --- | - | - | - | - | -- | -- | ---- |  | ---------- |  | --- | --- | --- | ---- |
| 1    | Italie     | 7   | 4 | 3 | 1 | 0 | 19 | 3  | +16  |  | Italie     |  | 1-1 | 4-0 | 2-1 | 11-1 |
| 2    | Espagne    | 7   | 4 | 3 | 1 | 0 | 16 | 3  | +13  |  | Espagne    |  |     | 6-0 | 3-1 | 6-1  |
| 3    | Pays-Bas   | 4   | 4 | 2 | 0 | 2 | 9  | 13 | -4   |  | Pays-Bas   |  |     |     | 3-2 | 6-1  |
| 4    | Portugal   | 2   | 4 | 1 | 0 | 3 | 7  | 9  | -2   |  | Portugal   |  |     |     |     | 3-1  |
| 5    | Angleterre | 0   | 4 | 0 | 0 | 4 | 4  | 27 | -23  |  | Angleterre |  |     |     |     |      |